# باشگاه فوتبال دراهیدا یونایتد
باشگاه فوتبال دراهیدا یونایتد (ایرلندی: Cumann Peile Dhroichead Átha Aontaithe) یک باشگاه فوتبال نیمه حرفه‌ای ایرلندی است که در دراهیدا، شهرستان لوث واقع شده و در لیگ برتر فوتبال ایرلند بازی می‌کند. آنها مسابقات خانگی خود را در ویورز پارک انجام می‌دهند.

## تاریخچه
باشگاه فعلی، حاصل ادغام دو باشگاه سابق در شهر است: دراهیدا یونایتد، یک باشگاه غیر لیگی که در سال ۱۹۱۹ تأسیس شد و باشگاه فوتبال دراهیدا، که در سال ۱۹۶۲ تأسیس شد. این باشگاه‌ها فعالیت‌های خود را با هم ادغام کردند و باشگاه فعلی را در سال ۱۹۷۵ تشکیل دادند و از سال ۲۰۰۵ با فتح دو جام ورزشی ستانتا، یک جام حذفی فوتبال ایرلند و یک لیگ کاپ به موفقیت دست یافتند.